# Microsoft Tablet PC
Microsoft Tablet PC — термин, введённый компанией Microsoft для обозначения планшетных компьютеров, схожих по набору спецификаций с персональным компьютером. Планшет оснащался перьевым и голосовым вводом и работал под управлением лицензионной копии Windows XP Tablet PC Edition.

## Презентация платформы
7 ноября 2002 года в Редмонде (штат Вашингтон), где расположена штаб-квартира Microsoft, была официально представлена аппаратно-программная платформа для планшетных компьютеров Microsoft Tablet PC.
В торжественной церемонии принял участие председатель совета директоров и главный разработчик Microsoft — Билл Гейтс:

«… платформа Tablet PC открывает для мобильных компьютеров эру новых удивительных возможностей, которые ограничены только воображением пользователей. По словам Гейтса, Tablet PC — прекрасный пример того, как компьютеры адаптируются к повседневным потребностям людей, которые привыкли делать заметки на совещаниях, поддерживать беспроводную связь со своими коллегами или читать документы с экрана. Гейтс уверен в том, что в своем сегодняшнем виде платформа Tablet PC — это только первый шаг на пути максимального приближения компьютеров к реальным человеческим потребностям».

На презентации были продемонстрированы уже поступившие в продажу планшетные компьютеры, разработанные компаниями Acer, FIC, Fujitsu, Hewlett-Packard, Toshiba, ViewSonic, Compaq, Fujitsu Siemens и Asus подходящих под спецификации.

## Аппаратная архитектура
Согласно определению Microsoft этого термина, принятому в 2001 году, «Microsoft Tablet PC» — это полнофункциональные компьютеры совместимые с IBM PC и поддерживающие функции перьевого ввода и распознавания голоса.

## Программная часть
Для Tablet PC была разработана специальная версия операционной системы — Windows XP Tablet PC Edition, в которой реализована система рукописного ввода данных через сенсорный дисплей.
Так же компания Microsoft для платформы Tablet PC разработала несколько специализированных приложений.
В комплекте с планшетным компьютером поставляются расширения к офисному пакету Microsoft Office XP, позволяющие использовать возможности сенсорного дисплея при работе с такими программами, как Outlook, Word, Excel и PowerPoint.
Кроме того было объявлено о выпуске специальной версии программы Microsoft Reader for Tablet PC для чтения электронных книг.

Как заявил Билл Гейтс, такие печатные периодические издания, как The New Yorker, Forbes, Slate Magazine и Financial Times планируют выпускать свои электронные версии для чтения при помощи Microsoft Reader.

В официальном пресс-релизе также говорилось, что Tablet PC будет поддерживать и распознавание электронных чернил переводя их в ASCII-текст.
С появлением Windows Vista функциональность планшетного ПК больше не нуждалась в отдельной редакции. Поддержка планшетных ПК встроена во все выпуски Windows Vista за исключением выпусков Home Basic и Starter, а также во всех последующих версии и выпусках ОС Windows,

## Развитие платформы
- В октябре 2003 года была выпущена новая программа — Microsoft OneNote, которая вошла в состав пакета Microsoft Office System 2003[3]. Продукт появился в связи с развитием платформы Microsoft Tablet PC. В Microsoft позиционируют OneNote как замену обычному канцелярскому блокноту. OneNote предназначен для ведения коротких заметок и должен особенно пригодиться пользователям планшетных компьютеров, где присутствует возможность рукописного ввода текста и добавления заметок.
- В 2004 году представитель компании Microsoft рассказал, что работа по подготовке новой версии Windows для Tablet PC ведется «полным ходом». Правда, пока не принято окончательного решения о том, стоит ли выпускать отдельную «мобильную версию» Windows Vista или оставить технологию в рамках Tablet Edition OS. Было, тем не менее, упомянуто, что возможности планшетных ПК и ноутбуков «будут объединяться» — в 2004 и 2005 годах, например, технология, чаще всего именуемая «электронные чернила» станет общеупотребимой в обоих типах компьютеров. Среди технологий, которые могут появиться в новых версиях Windows Tablet PC edition, были отмечены[4]:

1. «Мобильный центр» для управления вспомогательными соединениями
2. Поддержка нескольких мониторов (например, Mira) и «вспомогательных» дисплеев размером от почтовой марки до экрана КПК
3. Расширенное управление питанием. Microsoft планирует доработать, в частности. пользовательский интерфейс.
4. Синхронизация устройств и файлов
5. Обновленная система распознавания рукописного ввода текста
6. Поддержка «жестов» (пользователи Opera и Symbol Commander от Sensiva знакомы с этим) — в терминах Microsoft — Flick

- В мае 2007 года был представлен сенсорный «рабочий стол» Microsoft PixelSense (ранее назывался Microsoft Surface) который работал под управлением ОС Microsoft Windows Vista и использовал мультитач-интерфейс.
- В выпущенной 22 октября 2009 года новой версии операционной системы Windows 7 поддержка Tablet PC входит почти во все варианты поставки ОС (кроме самых дешёвых: «Начальной» и «Базовой»)[5]. В Microsoft Windows 7 появилась поддержкой multitouch-мониторов. Эта возможность была продемонстрирована[6] Microsoft еще на ежегодной конференции TechEd’08 в Орландо. В ходе демонстрации использовалась сборка 6.1.6856, а также опытная модель ноутбука с multitouch-экраном.
- В январе 2010 года была представлена 2-я версия сенсорного «рабочего стола» Microsoft Surface 2.0 который работает под управлением ОС Mirosoft Windows 7 и использует мультитач-интерфейс[7].